# 似星衫魚
似星衫魚（学名：Astronesthes similus）为輻鰭魚綱巨口鱼目巨口鱼科的其中一種。分布于中西大西洋區，包括加勒比亞及墨西哥灣等海域，為深海魚類，棲息深度0-850公尺，體長可達15公分，屬肉食性，以魚類及甲殼類等為食。

## 扩展阅读
維基物種上的相關：似星衫魚